# Georges-Frédéric d'Erbach-Breuberg
Georges-Frédéric, comte d'Erbach-Breuberg (6 octobre 1636 – 23 avril 1653), est un prince allemand membre de la Maison d'Erbach et dirigeant de Breuberg.
Il est l'aîné des enfants de Georges-Albert Ier d'Erbach-Schönberg et de sa troisième épouse Élisabeth-Dorothée de Hohenlohe-Waldenbourg-Schillingsfürst, fille de Georges Frédéric II de Hohenlohe-Waldenbourg-Schillingsfürst.

## Biographie
Comme lui et ses frères sont encore mineurs au moment de la mort de leur père en 1647, la tutelle et de la régence sur les domaines Erbach sont confiés à leur demi-frère Georges Ernest, qui en 1653 donne à Georges-Frédéric le district de Breuberg, lorsqu'il atteint sa majorité; toutefois, il est mort peu de temps après, célibataire et sans enfant,, et Breuberg est revenu à Georges Ernest.